# Palazzo Latmiral
Palazzo Latmiral è un edificio di Roma eclettico che su trova nel rione Borgo in Via della Conciliazione n.16-20, tra la chiesa di Santa Maria in Traspontina e il palazzo Palazzo Giraud Torlonia.
Ospita l'ambasciata del Brasile presso la Santa Sede.

## Storia

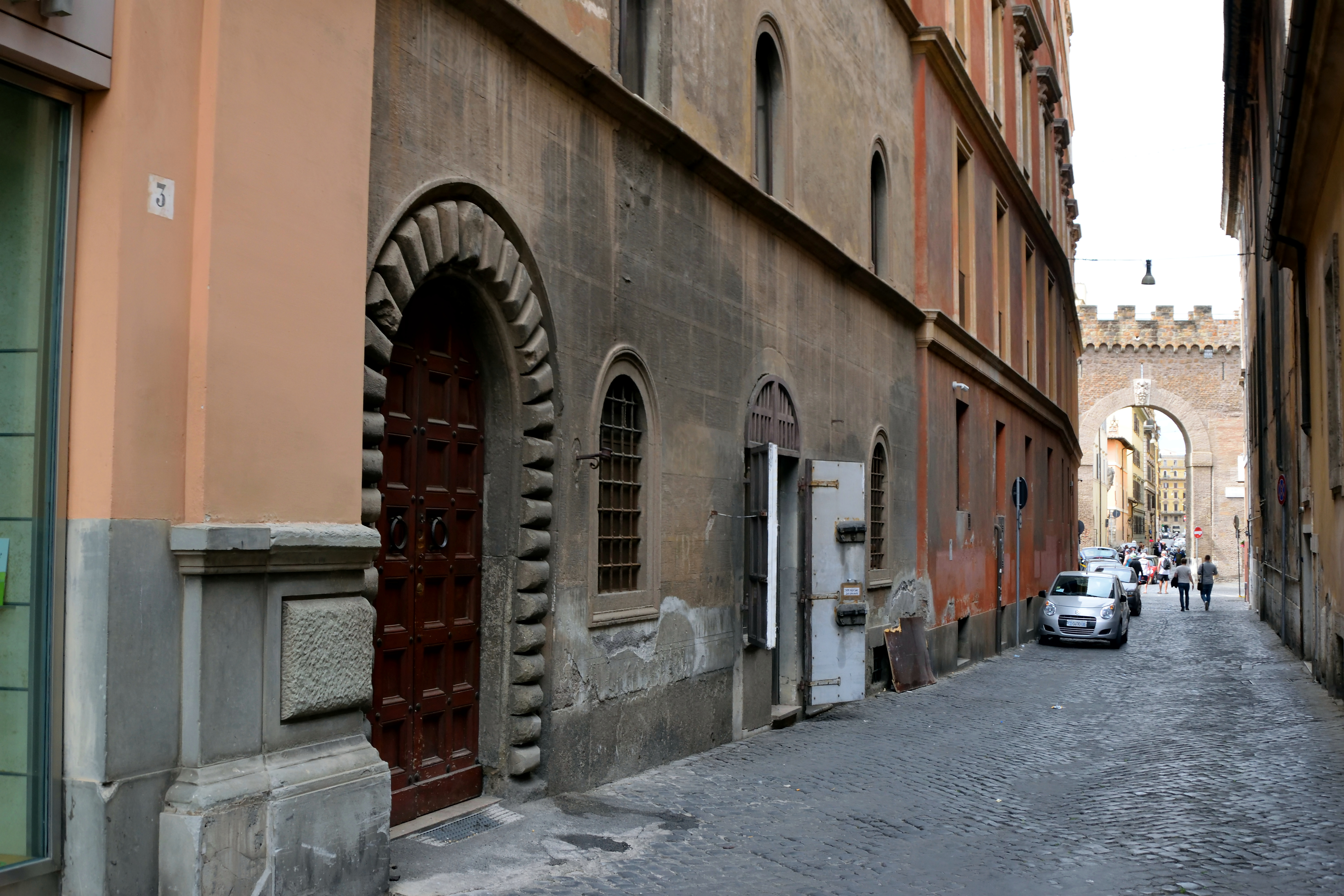
Vista laterale da vicolo del Campanile mostrando l’antica residenza medievale (Casa del boia) incorporata nel palazzo.

Il palazzo fu costruito nel 1887 dall'architetto Agide Spinedi su incarico di Giuseppe Latmiral in un terreno situato tra Borgo Sant'Angelo, via dell'Inferriata, vicolo del Campanile e Borgo Nuovo (dove si trovava la facciata principale, che oggi affaccia su via della Conciliazione). L’edificio fu restaurato dagli architetti Marcello Piacentini e Attilio Spaccarelli,
Il palazzo che ospita oltre all'ambasciata brasiliana anche uffici privati, ingloba ai numeri 4 e 5 del vicolo del Campanile una casa quattrocentesca a tre piani conosciuta come Casa del boia.
La facciata di questa porzione ha finestre semicircolari e conserva ancora resti della decorazione pittorica.
Questi affreschi, peraltro molto rovinati, secondo il Vasari furono dipinti  da Giulio Romano. I dipinti al primo piano raffigurano "Quattro re Daci imprigionati nelle loro armature" e "Bestiame attaccato da Mercurio". Il fregio soprastante è decorato con stemmi della famiglia Medici (un anello e tre piume di struzzo) tra due leoni. I dipinti del secondo piano mostrano alcune figure mitologiche femminili e "Argo con due mucche", con un fregio identico nella parte superiore. L'intera facciata è stata restaurata nel 1936..
Uno degli abitanti più famosi di questa residenza fu il boia papale Giovanni Battista Bugatti, detto "Mastro Titta", che fu responsabile dell'esecuzione di 516 persone tra il 1796 e il 1864. Era estremamente meticoloso e scrisse un dettagliato libro di memorie. Dal libro si sa che le esecuzioni avvenivano sul Ponte Sant'Angelo, in Piazza del Popolo e in via dei Cerchi.
L'ultima esecuzione per ordine papale avvenne nell'anno della presa di Roma (1870).